# Andrew Levitas
Andrew Levitas (ur. 4 września 1977 w Nowym Jorku) – amerykański aktor, malarz oraz fotograf pochodzenia greckiego.

## Życiorys

### Kariera aktorska
Urodził się i wychowywał w Nowym Jorku. W wieku lat piętnastu występował w teatrze. Studiował na Uniwersytecie Nowojorskim i początkowo zamierzał rozpocząć karierę w biznesie, lecz ostatecznie postawił na zawód aktora. Dołączył do obsady opery mydlanej As the World Turns, a jego talent przykuł uwagę producentów. Następnie Levitas porzucił szkołę i przeprowadził się do Hollywood. Otrzymał rolę Michaela w sitcomie stacji CBS Pomoc domowa (The Nanny), w którym występował w latach 1998–1999. Wcześniej wystąpił w dwudziestu jeden odcinkach telewizyjnego serialu Belfer z klasą (Nick Freno: Licensed Teacher) oraz pojawił się w komedii Franka Oza Przodem do tyłu (In & Out, 1997). W roku 1999 został zaangażowany do roli Camerona Welcotta w serialu FOX Ich pięcioro (Party of Five), w którym partnerował na ekranie Lacey Chabert. Następnie wcielił się w postać surfera-geja w filmie Psycho Beach Party (2000), w którym towarzyszył Lauren Ambrose, Thomasowi Gibsonowi i Mattowi Keeslarowi, oraz wystąpił gościnnie w serialach: ABC Chłopiec poznaje świat (Boy Meets World) jako Luther i FOX Gorące Hawaje (North Shore) jako Reese. W roku 2004 obsadzono go w roli Chaza, biseksualisty z West Hollywood, ofiary seryjnego mordercy, w slasherze Hellbent w reżyserii Paula Etheredge’a. Rok później wystąpił u boku Queen Latifah, Alicii Silverstone i Kevina Bacona jako Stacy w komedii Billie’go Woodruffa Salon piękności (Beauty Shop). W komediowym filmie Roberta Lee Kinga (818), w którym był też producentem wykonawczym, zagrał George’a Apodaca.

### Malarstwo i fotografia
Prócz filmu, Levitas zajmuje się fotografią i malarstwem. W roku 2008 jako jeden z pierwszych Amerykanów wziął udział w wystawie Société Nationale des Beaux-Arts w Luwrze. Jego wybrane prace można zobaczyć na jego oficjalnej stronie internetowej.